# Kohala
Kohala é o mais velho de cinco vulcões que compõem a ilha do Havai. Kohala tem uma estimativa de idade de um milhão de anos, o vulcão experimentou, e gravou, uma reversão do campo magnético há cerca de 780 mil anos atrás. Acredita-se que este tenha violado o nível do mar há mais de 500 mil anos atrás acredita-se que sua última erupção ocorreu há 120 mil anos atrás. Kohala tem uma área de 606 km² e 14.000 km³, em termos de volume, e constitui, assim, um pouco menos de 6% da ilha do Havaí.
Kohala é um vulcão em escudo cortado por vários desfiladeiros profundos, que são o produto de milhares de anos de erosão. Ao contrário da simetria típica de outros vulcões do Havaí, Kohala tem o formato de um pé. Perto do fim da sua fase de construção do seu escudo, por volta de 250a  300 mil anos atrás, um deslizamento de terra destruiu o seu flanco nordeste, reduzindo a sua altura de mais de 1.000 m e viajando 130 km através do fundo do mar. Este enorme deslizamento de terra pode ter sido, parcialmente, o responsável pela formato de pé do vulcão. fósseis marinhos foram encontrados no flanco do vulcão, altura elevada para ter sido depositado por ondas padrões do oceano. A análise indicou que os fósseis tinham sido depositado por um enorme tsunami aproximadamente 120.000 anos atrás.
Por causa da sua localização afastada da principal massa de terra mais próxima, o ecossistema de Kohala tem experimentado o fenômeno do isolamento geográfico, resultando em um ecossistema radicalmente diferente dos outros lugares. As espécies invasoras introduzidas pelo homem representa um problema para o ecossistema de Kohala, como estas empurram as espécies nativas para fora de seu habitat. Existem várias iniciativas para preservar o ecossistema de Kohala. Batatas doces (Ipomoea batatas), foram colhidas no lado de sotavento do vulcão durante séculos.